# Boris Bystrow
Boris Jewgienjewicz Bystrow (ros. Борис Евгеньевич Быстров; ur. 12 lutego 1945 w Moskwie, zm. 18 sierpnia 2024) – radziecki i rosyjski aktor filmowy.

## Wybrana filmografia
- 1966: Cudowna lampa Aladyna jako Aladyn

## Odznaczenia
- Zasłużony Artysta Federacji Rosyjskiej (1995)[2]
- Ludowy Artysta Federacji Rosyjskiej (2001)